# Mistberget

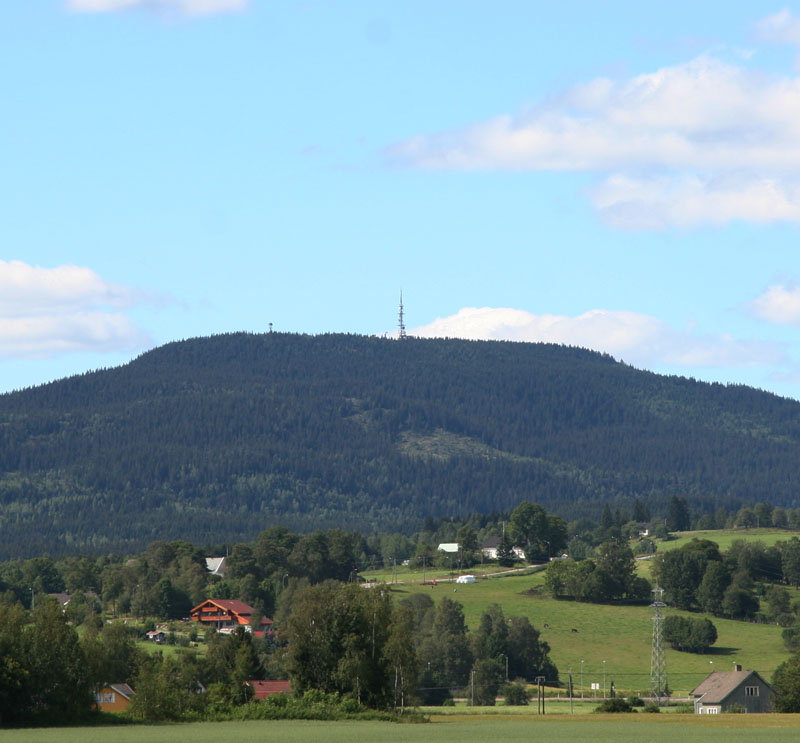
Mistberget

Mistberget (663 meter över havet) är ett norskt berg. Det är det andra högsta berget i Eidsvolls kommun i Akershus fylke och är synligt i stora delar om regionen. Nära toppen ligger ett brandtorn från 1938 och en TV-mast.
«Lykkens grube» är en järngruva som tillhör Eidsvoll Jernverk som ligger vid stigen från bergsryggen Åsleia. På Askheim gård finnes smaragdgruva och marmorbrott.

## Händelser
Den 7 augusti 1946 kom en Douglas C-47A-5-DK fra British European Airways med 11 passagerare från London för lågt över Mistberget och havererade. Tre av flygets fem besättningsmän dog omedelbart, två personer blev allvarligt skadade. De överlevande fick hjälp från Askheim gård och fraktades till Stensby sykehus i Minnesund.